# Bromborough
Bromborough è un paese di 12.630 abitanti della contea del Merseyside, in Inghilterra.
È nota per essere il probabile sito della Battaglia di Brunanburh.